# خمسة أنواع من الصمت
خمسة أنواع من الصمت (بالإنجليزية: Five Kinds of Silence)‏ هي مسرحية من تأليف الكاتبة المسرحية شيلاغ ستيفنسون، نُشرت لأول مرة في عام 1997. تروي قصة عائلة تعيش تحت سلطة الشرير بيلي، الذي يعتدي جسديًا وعاطفيًا وجنسياً على زوجته ماري وأطفاله؛ سوزان وجانيت. المسرحية مقتبسة من الإنتاج الإذاعي الذي يحمل نفس الاسم.
عُرضت النسخة المسرحية منها لأول مرة في ليريك هامرسميث، لندن، في 31 مايو 2000، من بطولة ليزي وماكينري وجينا ماكي وتيم بيجوت سميث وليندا باسيت وديون إنمان وجاري ويتاكر. فازت المسرحية بجائزة أفضل مسرحية أصلية لرابطة الكتاب البريطانيين لعام 1996 وجائزة سوني لعام 1997 لأفضل دراما أصلية.

## الموضوع
المواضيع الرئيسية في المسرحية هي السيطرة وكيفت ربط الأسرة من خلال سوء المعاملة. نتعلم من المسرحية أن بيلي قد خلق عالمًا غريبًا ومشوهًا لنساء الثلاث ليبقين محاصرات داخل عقله المتضرر.
تعرض المسرحية قصة الإساءة التي تعرضت لها عائلة بيلي من خلال المقابلات التي قام بها مسؤولي الشرطة وعلماء النفس مع ماري وسوزان وجانيت. تعرض بيلي للإيذاء عندما كان طفلاً ؛ أما بالنسبة لماري أساء والدها معاملتها بعد وفاة والدتها. بعد عدة سنوات، أطلقت الابنتان النار على والدهما أثناء نوبة صرع.
أبرزت المسرحية حضور بيلي الشرير السلبي، وعلى الرغم من عدم وجوده جسديًا، إلا أنه حاضر في ذاكرتهم. كانت إساءة معاملته لهؤلاء النساء مروعة لدرجة أنهن أطلقن النار عليه مرتين للتأكد من وفاته.
تركز المسرحية أيضًا على أفكار استمرار سوء المعاملة منذ الطفولة، وكيف يمكن للأطفال المعتدى عليهم في المستقبل الإساءة إلى أطفالهم وينعزلون عن العالم الخارجي. تتعلق هذه النظرية بنظرية الاستمرارية لجون بولبي. كيف تشكل العلاقة بين الرضيع أو والديه أفكارًا مستقبلية حول العلاقات والسلوك المستقبلي اتجاه العلاقات.

## الإنتاج
- 2013، مسرح ليس ماركت، نوتنغهام، المملكة المتحدة (29 مايو - 1 يونيو)
  - فريزر وانليس (بيلي)
  - إيما ناش (ماري)
  - ليساماري كورت (جانيت)
  - تيلدا ستيكلي (سوزان)
  - ليندون شيبارد (محقق)
  - بيكس ماسون (محامٍ)

- 2019، استوديو مسرح ديربي، ديربي، المملكة المتحدة (10 مايو - 11 مايو) إنتاج طلاب جامعة ديربي [3]
  - جورج بينز (بيلي)
  - تشارلي آيرز (ماري)
  - إيلي ويليامز (جانيت)
  - هانا ارنوت (سوزان)
  - ريانون فيتزباتريك (محقق)
  - لورين أسمان (محامية)
  - كيرا بارنيت (طبيب نفسي)